# Ingalgi, Sindgi
Ingalgi là một làng thuộc tehsil Sindgi, huyện Bijapur, bang Karnataka, Ấn Độ.